# Darro (Spagna)
Darro è un comune spagnolo di 1 566 abitanti situato nella comunità autonoma dell'Andalusia.